# Väster-Ottsjön
Naturreservatet Väster-Ottsjön ligger vid byn Ottsjön i Föllinge socken, Krokoms kommun, Jämtland. Reservatet omfattar 44 hektar och bildades år 2007. Inom naturreservatet finns senvuxen gammelskog på fastmarksholmar. Det gränsar till Siksjön